# بیمارستان بقیةالله
بیمارستان بقیةالله تهران، یا همان بیمارستان بقیه الله الاعظم یکی از بزرگترین بیمارستان‌های تهران و  ایران متعلق به سپاه پاسداران انقلاب اسلامی و بیمارستان آموزشی اصلی دانشگاه علوم پزشکی بقیةالله است. این بیمارستان با حدود ۷۰۰ تخت فعال در رتبه‌بندی‌های بیمارستانی جهان «درجه یک عالی» محسوب می‌شود.

## تاریخچه
بیمارستان بقیه الله سال ١٣٥٨ تاسیس شد  و با تأسیس دانشگاه علوم پزشکی بقیةالله در سال ۱۳۷۰ به عنوان بیمارستان آموزشی این دانشگاه محسوب شد.

## امکانات
دارای ۴۵ بخش بستری، ۷۲۲ تخت ثابت و ۶۳۳ تخت فعال و همچنین دارای ۲۲ اتاق عمل می‌باشد.